# Ravnkel Frejsgodes Saga
Ravnkel Frøjsgodes Saga (Hrafnkels saga Freysgoða, kort Hrafnkatla) er en gammel islandsk Saga, som blev fortalt på kong Harald Hårfagers tid mellem 930 og 1100. Den blev nedskrevet i middelalderen i 1200-tallet.
Sagaen handler om goden Ravnkel, som var søn af Halfred. Ravnkel voksede op på en islandsk gård, og som voksen rejste han hjemmefra for at bygge sin egen gård og stifte familie. Han blev gode i sit område, og det gik ham godt i mange år. Ravnkel ansatte så en fårehyrde ved navn Ejnar og fortalte ham, at han absolut ikke måtte ride på Ravnkels hest, Frøjfaxe. Hingsten Frøjfaxe var nemlig en prægtig hest og Ravnkels kæreste eje. Og Ravnkel havde svoret en ed til guden Frøj, om ikke at lade nogen anden ride på Frøjfaxe. Ejnar overtrådte denne regel, og Ravnkel var derfor nødt til at henrette ham. Det blev Ejnars familie meget oprørt over, og Ejnars far Torbjørn krævede mandebod, hvilket Ravnkel nægtede at give. Ravnkel tilbød til gengæld at forsyne og beskytte Torbjørn og hans familie. Det ansås for særdeles gode betingelser, men de vilkår ville Torbjørn ikke tage imod. Torbjørn drog så til tings for at få oprejsning mod Ravnkel. En af Torbjørns slægtninge ved navn Sám hjalp ham, og det endte med at de vandt sagen mod Ravnkel. Ravnkel blev dømt fredløs. Torbjørn og Sám tog til Ravnkels gård, ydmygede ham og tog gården fra ham. Nu blev Sám rådet til at dræbe Ravnkel, men han valgte at skåne hans liv. Senere endte Ravnkel med at få hævn over Sám.

## Slægt
Ravnkel var søn af Halfred og gift med Odbjørg som var datter af Skjoldulf. Sammen havde de to sønner: Tore og den yngre Asbjørn.
Bjarne og Thorbjørn er brødre. Thorbjørn har en søn ved navn Ejnar. Bjarne har to sønner Sam og Øjvind. Torkel og Torgeir er brødre.

## Sagatiden
Sagatiden begyndte omkring år 930 lige efter Landnamstiden og sluttede omkring år 1030. På den tid foregik Ravnkel Frøjsgodes saga. Sagaerne opstod omkring det tidspunkt, og deraf kommer navnet sagatiden.
I sagatiden betød slægten alt. Hvis der opstod en konflikt mellem to slægter, kunne den fortsætte indtil den ene slægt var udryddet.
Slægten byggede en gård, og hvis man blev anerkendt af de andre beboere, kunne man blive gode, ”hedensk præst”. Hvis man var gode, blev man set som høvding og præst, af det område man boede i. 
Sagaer er ofte skrevet i 1200-tallet af anonyme, som skildrer bosættelsen på Island af typisk nordmænd. Sagaer er skrevet af forskellige forfattere, men dog er sproget og fortællermåden meget ens.  
Fortælleren fremlægger en yderst autentisk historie. Han holder sin egen mening udenfor. Han er upartisk og tolker ikke handlingsforløbet. I stedet beskriver han grundigt de geografiske steder og deres slægtsskabsforhold. Overdrivelse forekommer sjældent, men mange underdrivelser, da det får personerne til at fremstå hårde og overlegne. 

## Nævnte steder
- Arnstrudsted: Opkaldt efter en udenlandsk trælkvinde, Arntrud, som blev dræbt om vinteren.
- Fjeldssletten
- Gededal: Haldfred boede der, men flyttede videre og efterlod en kastreret orne og en gedebuk. Så den er opkaldt efter den.
- Halfredssted: Haldfreds gård
- Halfredsvej: Den vej som Halfred og hans far red for at besøge hinanden over den meget ujævne slette, Fljótsdalsfjeldsletten.
- Adelbol: Ravnkels gård i starten af sagaen
- Ejnarsvarde: Den stenhob, der er, hvor Ejnars lig endte.
- Frøjfaxeklippen: Den klippe, hvor hesten Frøjfaxe blev kastet ud fra.
- Øjvindsbakke, Øjvindsfjeld og Øjvindsdal: Der hvor Øjvind bliver dræbt og begravet

## Personkarakteristik

### Ravnkel
Han er sagaens hovedperson. Han er søn af Halfred. Han er gode. Han tror på guden Frøj og holder altid, hvad han lover. Han er gift med Odbjørg. Han har to sønner Tore og Asbjørn. Hans gård hedder Adelból. Han er hævngerrig, fordi han hævner sig på Sám, som har sagsøgt ham. Han var venlig og medgørlig over for sine egne mænd, men strid over for andre. Han var vant til at vinde de kampe, han tog, og det var aldrig ham som skulle bøde for dem. Hans hest hed Frøjfaxe og er meget værdifuld for ham. Den er opkaldt efter guden Frøj, som han er tror på. Ved retssagen bliver han dømt fredløs og flytter til Ravnkelssted, en ny gård som han bygger.

### Sám
Sám er søn af Bjarne og dermed nevø til Torbjørn. Sám kæmper for retfærdighed. Han kæmper for familiens ære. Han er hjælpsom. Han er smuk og ung. Han er gift og har en lovende fremtid. Han er selvbevidst og velhavende. Han retter sig efter lovene og ønsker at andre også gør det.

### Ejnar
Han beskrives som både stærk og dygtig. Han er Torbjørns ældste søn. Han får arbejde hos Ravnkel og vil gøre alt for at fuldføre det. Derfor rider han på Frøjfaxe, for at få fårene tilbage, selvom han fik at vide, han ikke måtte. Derfor bliver han dræbt af Ravnkel. Han er ærlig, han lyver ikke om at han har redet på Frøjfaxe.

### Torkel
Torkel er eventyrlysten og har svært ved at slå sig ned. Han er glad for sin familie. Han er hjælpsom og tror på menneskers retfærdighed. Han er søn af Tjórstar og bror til Torkeir og Tormod. Hans slægt stammede fra Vestfjordene, hvor han også selv var vokset op, men nu boede han i Torskefjord. Han er høj men ikke kraftig. I historien bærer han et kostbart sværd. Det kan betyde, at han er rig. Han er arbejdsløs. Han er lige kommet tilbage til Island efter at have været udenlands i syv år. Han besøgte blandt andet Miklagård (Istanbul). Lige nu bor han hos sin bror Torgeir, som overtog hans høvdingedømme, da han rejste udenlands.                                                                                 

### Torgeir
Ifølge Torkel er han en ung, dygtig og dannet mand, som gerne vil hjælpe andre. Han er bror til Torkel og Tormod. Han er ligesom sin bror hjælpsom overfor Sám.

### Torbjørn
Han er far til den dræbte Ejnar og onkel til Sám og Øjvind. Han er bror til Bjarne og boede på gården lige over for Adelból mod øst. Han er gammel og fattig. Han kæmper for retfærdighed og leder efter hjælp til at slæbe Ravnkel i retten. Han kan ikke forsørge hele sin familie og bliver derfor nødt til at sende Ejnar ud at tjene.                                             

## Bag historien
Forfatteren til Ravnkels Saga er ukendt gennem hele fortællingen; og heller ingen ekstern kilde kender navnet. Han var med en rimelig sikkerhed islænding og har sandsynligvis boet tæt på åstedet. Det synes meget sandsynligt, at sagaen er skrevet i det 13. århundrede. Det ældst bevarede eksemplar af fortællingen er nedskrevet på kalveskind i det 15. århundrede. Førsteudgaven ved P.G. Thorson og Konrá∂ Gíslason er trykt i København i 1839. Sagaen er oversat til adskillige sprog. Den populære version af Halldór Laxness fra 1942 skabte postyr ved at bruge moderne islandsk stavning. I dag er Ravnkels saga en af de mest læste sagaer. Læsere værdsætter specielt det sammenhængende og logiske handlingsforløb samt dens korthed. Derfor er det den ideelle saga for dem, der aldrig har læst sagaer før. Den har gennem en længere årrække været en standardtekst i islandske gymnasier og er brugt som indledende tekst for oldnordisk-studerende. Laxness kaldte sagaen “en af de bedste korte noveller i verdenslitteraturen”.

## Uddybende Handling
Ravnkel Frøjsgodes saga omhandler en gode ved navn Ravnkel Frøjsgode. Ravnkel boede på gården Adeból, som han selv havde bygget. Ravnkel havde mange dyr og arbejdere. På Adelból havde han bygget et gudehov til guden Frøj, som han blotede til og tilbad mere end noget andet. Han havde også opkaldt sin elskede brune hingst Frøjfaxe efter guden. En ung mand ved navn Ejnar kom midt i sæsonen ridende på sin hest og søgte arbejde. Ravnkel havde da allerede fæstet de folk, som han havde brug for, men kunne dog godt bruge en fårehyrde. Dette arbejde indebar dog visse vilkår; Ejnar måtte sværge på ikke at ride på Frøjfaxe, for da ville Ravnkel blive nødt til at henrette ham. Ejnar accepterede vilkårene og begyndte sit arbejde. Det første stykke tid gik det godt, men en nat forsvandt 30 får. Da alle andre heste var sky og ikke ville lade Ejnar komme sig nær, red han ud for at finde fårene på Frøjfaxe. Da Ejnar havde reddet på Frøjfaxe fra tidligt daggry til sen aften, var Frøjfaxe meget udmattet, og efter deres færd red Frøjfaxe ned til Adelból. Det fandt Ravnkel yderst besynderligt, og det gik hurtigt op for ham, at Ejnar havde brudt sit løfte. Ejnar skulle nu straffes med døden på grund af overtrædelsen. Da nyheden om Ejnars død nåede til gården Hól i Ravnkelsdal, hvor hans fader Torbjørn boede, mishagede det ham i høj grad. Han ville rejse en sag mod Ravnkel, og drog derfor til Adelból for at tale Ravnkel til fornuft. Ravnkel tilbød Torbjørn at forsyne hans husholdning med mælk og kød samt beskytte Torbjørns sønner og døtre, men dette afslog Torbjørn. Han krævede, at de skulle tage nogle mænd og afsige voldgiftskendelse i deres sag, men det ville Ravnkel ikke, og derfor ville Torbjørn nu rejse sag mod Ravnkel Frøjsgode. Derfor drog han hjem til sin frænde Sám, og herfra overtog Sám Torbjørns sag. Nu samlede Sám 70 mænd, deriblandt en høvding ved navn Torgeir og hans bror Torkel. Disse to mænd var vigtige for sagen, og Sám vandt sammen med sine mænd retssagen mod Ravnkel. Nu måtte Ravnkel drage væk fra Adelból og aldrig vise sig igen. Sám overtog Ravnkels plads som gode, og Ravnkel blev efter nogen tid høvding på en ny gård øst for Ravnkelsdal, som hed Lokheilla. I seks år levede de hver for sig, men så kom Sáms bror, Øjvind, hjem. Han mente, at Ravnkel stadig var en trussel og drog derfor selv ud til Ravnkel sammen med fire mænd. Da de traf Ravnkel med 11 af hans mænd, blev Øjvind dræbt af Ravnkel. Derefter tog Ravnkel Adeból tilbage fra Sám, og Sám blev nødt til at drage tilbage til sit gamle hus. Da Ravnkel døde af sygdom, overtog hans sønner, Asbjørn og Tore, gården efter ham.